# J. Quest (álbum de 1995)
J. Quest é um álbum independente da banda mineira Jota Quest, lançado em 12 de agosto de 1995. O grafite da capa do álbum foi feito por parte dos membros em um moro cedido localizado no bairro de Santo André, em Belo Horizonte.
Foi gravado de forma independente e amadora, porém com a mixagem do produtor e engenheiro de música vencedor de Grammy Latino, Enrico De Paoli, sendo lançado apenas em duas lojas de Belo Horizonte. Foram produzidas apenas 1 mil cópias do disco. Através do álbum a banda teve seu trabalho conhecido por produtores musicais, levando-os a assinar com a Sony Music no ano seguinte para gravar seu primeiro álbum oficial.

## Faixas
| N.º | Título                | Compositor(es)                              | Duração |  |
| 1.  | "Encontrar Alguém"    | Flausino, Marco Túlio                       | 3:42    |  |
| 2.  | "J. Quest"            | Flausino, Marco Túlio                       | 4:16    |  |
| 3.  | "As Dores do Mundo"   | Hyldon                                      | 4:13    |  |
| 4.  | "Rapidamente"         | Flausino, Sideral                           | 3:19    |  |
| 5.  | "Nada a Mais"         | Flausino                                    | 3:51    |  |
| 6.  | "Vício"               | Buzelin                                     | 3:50    |  |
| 7.  | "Always Be All Right" | Flausino, Sideral                           | 3:39    |  |
| 8.  | "Há Quanto Tempo"     | Flausino, Buzelin, PJ, Paulinho, Sideral    | 3:56    |  |
| 9.  | "O Sal da Terra"      | Beto Guedes, Ronaldo Bastos                 | 3:03    |  |
| 10. | "Sem Sentido"         | Eduardo Garcia, Marco Aurélio, PJ, Paulinho | 3:56    |  |
| 11. | "Ontem"               | Flausino, Sideral                           | 3:59    |  |
| 12. | "Jogo"                | Flausino, Sideral                           | 3:19    |  |

## Formação

### Jota Quest
- Rogério Flausino: vocal
- Marco Tulio Lara: guitarra
- Márcio Buzelin: teclados
- PJ: baixo
- Paulinho Fonseca: bateria

### Músicos convidados
- Marcos Romera: saxofone
- James Müller: trombone
- Décio Ramos: trompete
- Doca Rolim: guitarra e vocal de apoio
- Toni Garrido: vocal de apoio ("Há Quanto Tempo")
- Angélica: vocal de apoio em "O Sal da Terra"
- Bukassa Kabengele, Graça Cunha, Kelly Cruz, Tibless e Play: vocais de apoio

### Engenheiros e Produtores
- Mixagem e Gravações adicionais: Enrico De Paoli